# Temporada da WTA de 2024
A temporada da WTA de 2024 é o circuito feminino das tenistas profissionais de elite para o ano em questão. A Associação de Tênis Feminino (WTA) organiza a maioria dos eventos – os WTA 1000, os WTA 500, os WTA 250, o WTA Finals e a United Cup, enquanto que a Federação Internacional de Tênis (ITF) tem os torneios do Grand Slam, o evento tenístico dos Jogos Olímpicos e a Copa Billie Jean King.
A Rússia e a Bielurrússia continuam sob sanções das entidades tenísticas por causa da invasão da Ucrânia pela Rússia, com torneios proibidos de acontecer nesses territórios, as seleções nacionais não podendo disputar os eventos por equipes e os jogadores permitidos de competir, mas sob bandeira neutra. Este é o terceiro ano em que essas normas são aplicadas.

## Transmissão
Esta é a lista de países e canais designados a transmitir os torneios organizados pela WTA durante a temporada em questão:
Países lusófonos

| País(es) | Canal(is)     |
| -------- | ------------- |
| Brasil   | ESPN Star+    |
| Portugal | Eleven Sports |

Resto do mundo
| País(es) | Canal(is)                          |
| Países avulsos                                                                                                   |                                    |
| --- | ---------------------------------- |
| internet (mundialmente)                                                                                          | WTA TV                             |
| Américas |                                    |
| Canadá | DAZN TSN TVA Sports [en]           |
| Estados Unidos                                                                                                   | Tennis Channel                     |
| Ásia |                                    |
| Coreia do Sul | CJ ENM                             |
| Filipinas | TAP DMV [en]                       |
| Hong Kong | Now TV [en]                        |
| Indonésia | Reddentes Sports                   |
| Israel | Charlton (Sport 1)                 |
| Japão | DAZN                               |
| Singapura | StarHub                            |
| Tailândia | TrueVisions [en]                   |
| Taiwan | Sportcast                          |
| Turquia | beIN Sports                        |
| Europa |                                    |
| Bélgica | Play Sports [en] Telenet           |
| Dinamarca | TV 2                               |
| Espanha | DAZN TV3 TVE                       |
| Hungria | Match4 [hu] Network4 (Arena4 [hu]) |
| Kosovo | Kujtesa                            |
| Polónia | Canal+                             |
| Roménia | Digi Sport Romênia [en]            |
| Oceania |                                    |
| Austrália | beIN Sports                        |
| Nova Zelândia | TVNZ                               |
| Regiões |                                    |
| África subsaariana                                                                                               | SuperSport                         |
| América Central América do Sul                                                                                   | ESPN (América Latina)              |
| Agrupamentos |                                    |
| Ásia |                                    |
| Arménia · Azerbaijão · Cazaquistão · Quirguistão · Tajiquistão · Turquemenistão · Uzbequistão                    | Setanta Sports [en]                |
| Europa |                                    |
| Alemanha · Áustria · Irlanda · Itália · Liechtenstein · Luxemburgo · Reino Unido · San Marino · Suíça · Vaticano | Sky Sports                         |
| Bósnia e Herzegovina · Croácia · Eslovénia · Macedónia do Norte · Montenegro · Sérvia                            | Sport Klub [en]                    |
| Chéquia · Eslováquia                                                                                             | AMC Networks Canal+                |
| Chipre · Grécia                                                                                                  | Nova Sports [en]                   |
| Estónia · Letónia · Lituânia · Moldávia · Ucrânia                                                                | Setanta Sports [en]                |
| França · Mónaco                                                                                                  | beIN Sports                        |

## Calendário

### Países
| Torneios | País(es)                                                                       | País(es)                                                                 |
| -------- | ------------------------------------------------------------------------------ | ------------------------------------------------------------------------ |
| 9        | Estados Unidos                                                                 | Estados Unidos                                                           |
| 5        | Austrália                                                                      | China                                                                    |
| 4        | França                                                                         | Grã-Bretanha                                                             |
| 3        | Alemanha                                                                       | México                                                                   |
| 2        | Emirados Árabes Unidos · Espanha · Itália                                      | Japão · Roménia · Tailândia                                              |
| 1        | Arábia Saudita · Áustria · Canadá · Catar · Chéquia · Colômbia · Coreia do Sul | Hong Kong · Hungria · Marrocos · Nova Zelândia · Países Baixos · Tunísia |

### Mudanças
- Torneio(s):
  - Debutantes: Iași, Jiujiang, Hua Hin 2 e Rouen;
  - Extintos ou cancelados: Adelaide 1, Adelaide 2, Copa Hopman, Elite Trophy, Hamburgo, Lausanne, Lyon, Nanchang, Varsóvia e Zhengzhou;
  - Retomados: Adelaide, Brisbane e Wuhan;
  - Promovidos: 
    - WTA 250 para WTA 500: Bad Homburg, Estrasburgo, Liampó, Linz, Monterrey e Seul;
    - WTA 500 para WTA 1000: Doha;
    - WTA Premier para WTA 1000: Wuhan.

  - Piso: Praga (duro para saibro);
  - Transferidos: Hamburgo para Iași, Nanchang para Jiujiang e WTA Finals (Cancún para Riad).

- Datas:
  - Tornou-se torneio de 2 semanas: Pequim;
  - 1 semana antes: Guadalajara, Liampó, Linz e Praga;
  - 1 semana depois: Copa Billie Jean King: finais, Finals e Zhengzhou;
  - 3 semanas depois: Hong Kong;
  - Outubro para fevereiro: Cluj-Napoca;
  - Fevereiro para outubro: Mérida;
  - Fevereiro para agosto: Monterrey;
  - Setembro para fevereiro: San Diego;
  - Setembro para outubro: Cantão, Osaka e Tóquio;
  - Outubro para setembro: Monastir e Seul.

- Movimentações de rotina:
  - Cidade: Montreal para Toronto (troca anual entre ATP e WTA);
  - Entra: Tênis nos Jogos Olímpicos (Tóquio para Paris).

### Mês a mês

#### Legenda
Abaixo estão exemplos, com explicações usando o elemento dica de contexto. Basta passar o cursor sobre cada linha pontilhada para lê-las.
| Semana de                   | Torneio                                                                                        | Campeã(s)(o/ões)            | Vice-campeã(s)(o/ões)     | Resultado            |
| --------------------------- | ---------------------------------------------------------------------------------------------- | --------------------------- | ------------------------- | -------------------- |
| 16 de janeiro 23 de janeiro | Australian Open · Melbourne, Austrália · Grand Slam · A$ 12.176.550 – duro – 128S•96Q•64D•32DM | jogador(a) 1                | jogador(a) 2              | 7–61, 4–6, 7–6(10–6) |
| 16 de janeiro 23 de janeiro | Australian Open · Melbourne, Austrália · Grand Slam · A$ 12.176.550 – duro – 128S•96Q•64D•32DM | jogador(a) 3 · jogador(a) 4 | jogador(a) 5 jogador(a) 6 | 4–6, 6–4, [11–9]     |
| 16 de janeiro 23 de janeiro | Australian Open · Melbourne, Austrália · Grand Slam · A$ 12.176.550 – duro – 128S•96Q•64D•32DM | jogadora 7 jogador 8        | jogadora 9 jogador 10     | 6–2, 4–6, [10–3]     |

| Casos excepcionais | Premiação               | Grand Slam | Grand Slam | Grand Slam |
| Casos excepcionais | Premiação               | Variável   |            |            |
| Casos excepcionais | Número de participantes | QD         | E          |            |
| Casos excepcionais | Ordenação dos torneios  |            |            |            |

| Ícones | Clicável      |                                        |                                           |
| Ícones | Clicável      | edição do torneio                      |                                           |
| Ícones | Não-clicáveis |                                        | primeiro título conquistado na modalidade |
| Ícones | Não-clicáveis | o(a) jogador(a)/país defendeu o título |                                           |

#### Janeiro
| Semana de                   | Torneio | Campeã(s)(o/ões) | Vice-campeã(s)(o/ões)                                                                                        | Resultado         |
| --------------------------- | --- | --- | --- | ----------------- |
| 1º de janeiro               | Brisbane International Brisbane, Austrália WTA 500 US$ 1.736.763 – duro – 48S•24Q•24D                                      | Elena Rybakina | Aryna Sabalenka                                                                                              | 6–0, 6–3          |
| 1º de janeiro               | Brisbane International Brisbane, Austrália WTA 500 US$ 1.736.763 – duro – 48S•24Q•24D                                      | Lyudmyla Kichenok Jeļena Ostapenko                                                                                   | Greet Minnen Heather Watson                                                                                  | 7–5, 6–2          |
| 1º de janeiro               | ASB Classic Auckland, Nova Zelândia WTA 250 US$ 267.082 – duro – 32S•24Q•15D                                               | Coco Gauff | Elina Svitolina                                                                                              | 46–7, 6–3, 6–3    |
| 1º de janeiro               | ASB Classic Auckland, Nova Zelândia WTA 250 US$ 267.082 – duro – 32S•24Q•15D                                               | Anna Danilina Viktória Hrunčáková                                                                                    | Marie Bouzková Bethanie Mattek-Sands                                                                         | 6–3, 56–7, [10–8] |
| 1º de janeiro               | United Cup Perth, Austrália Sydney, Austrália Competição de curta duração entre países – mista US$ 10.000.000 – duro – 18E | Alemanha · Angelique Kerber · Tatjana Maria · Maximilian Marterer · Laura Siegemund · Kai Wehnelt · Alexander Zverev | Polónia · Hubert Hurkacz · Katarzyna Kawa · Daniel Michalski · Katarzyna Piter · Iga Świątek · Jan Zieliński | 2–1               |
| 8 de janeiro                | Adelaide International Adelaide, Austrália WTA 500 US$ 922.573 – duro – 30S•24Q•16D                                        | Jeļena Ostapenko | Daria Kasatkina                                                                                              | 6–3, 6–2          |
| 8 de janeiro                | Adelaide International Adelaide, Austrália WTA 500 US$ 922.573 – duro – 30S•24Q•16D                                        | Beatriz Haddad Maia · Taylor Townsend                                                                                | Caroline Garcia Kristina Mladenovic                                                                          | 7–5, 6–3          |
| 8 de janeiro                | Hobart International Hobart, Austrália WTA 250 US$ 267.082 – duro – 32S•24Q•16D                                            | Emma Navarro | Elise Mertens                                                                                                | 6–1, 4–6, 7–5     |
| 8 de janeiro                | Hobart International Hobart, Austrália WTA 250 US$ 267.082 – duro – 32S•24Q•16D                                            | Chan Hao-ching Giuliana Olmos                                                                                        | Guo Hanyu Jiang Xinyu                                                                                        | 6–3, 6–3          |
| 15 de janeiro 22 de janeiro | Australian Open Melbourne, Austrália Grand Slam A$ 39.264.000 – duro – 128S•128Q•64D•32DM                                  | Aryna Sabalenka | Zheng Qinwen                                                                                                 | 6–3, 6–2          |
| 15 de janeiro 22 de janeiro | Australian Open Melbourne, Austrália Grand Slam A$ 39.264.000 – duro – 128S•128Q•64D•32DM                                  | Hsieh Su-wei Elise Mertens                                                                                           | Lyudmyla Kichenok Jeļena Ostapenko                                                                           | 6–1, 7–5          |
| 15 de janeiro 22 de janeiro | Australian Open Melbourne, Austrália Grand Slam A$ 39.264.000 – duro – 128S•128Q•64D•32DM                                  | Hsieh Su-wei · Jan Zieliński                                                                                         | Desirae Krawczyk Neal Skupski                                                                                | 56–7, 6–4, [11–9] |
| 29 de janeiro               | Upper Austria Ladies Linz Linz, Áustria WTA 500 € 802.237 – duro (coberto) – 28S•24Q•16D                                   | Jeļena Ostapenko | Ekaterina Alexandrova                                                                                        | 6–2, 6–3          |
| 29 de janeiro               | Upper Austria Ladies Linz Linz, Áustria WTA 500 € 802.237 – duro (coberto) – 28S•24Q•16D                                   | Sara Errani Jasmine Paolini                                                                                          | Nicole Melichar-Martinez Ellen Perez                                                                         | 7–5, 4–6, [10–7]  |
| 29 de janeiro               | Thailand Open Hua Hin, Tailândia WTA 250 US$ 267.082 – duro – 32S•24Q•16D                                                  | Diana Shnaider | Zhu Lin | 6–3, 2–6, 6–1     |
| 29 de janeiro               | Thailand Open Hua Hin, Tailândia WTA 250 US$ 267.082 – duro – 32S•24Q•16D                                                  | Miyu Kato Aldila Sutjiadi                                                                                            | Guo Hanyu Jiang Xinyu                                                                                        | 6–4, 1–6, [10–7]  |

#### Fevereiro
| Semana de       | Torneio                                                                                              | Campeã(s)                            | Vice-campeã(s)                       | Resultado     |
| --------------- | --- | ------------------------------------ | ------------------------------------ | ------------- |
| 5 de fevereiro  | Mubadala Abu Dhabi Open Abu Dhabi, Emirados Árabes Unidos WTA 500 US$ 922.573 – duro – 28S•24Q•16D   | Elena Rybakina                       | Daria Kasatkina                      | 6–1, 6–4      |
| 5 de fevereiro  | Mubadala Abu Dhabi Open Abu Dhabi, Emirados Árabes Unidos WTA 500 US$ 922.573 – duro – 28S•24Q•16D   | Sofia Kenin Bethanie Mattek-Sands    | Linda Nosková Heather Watson         | 6–4, 7–64     |
| 5 de fevereiro  | Transylvania Open Cluj-Napoca, Romênia WTA 250 US$ 267.082 – duro (coberto) – 32S•24Q•16D            | Karolína Plíšková                    | Ana Bogdan                           | 6–4, 6–3      |
| 5 de fevereiro  | Transylvania Open Cluj-Napoca, Romênia WTA 250 US$ 267.082 – duro (coberto) – 32S•24Q•16D            | Caty McNally Asia Muhammad           | Harriet Dart Tereza Mihalíková       | 6–3, 6–4      |
| 12 de fevereiro | Qatar TotalEnergies Open Doha, Catar WTA 1000 US$ 3.211.715 – duro – 56S•32Q•28D                     | Iga Świątek                          | Elena Rybakina                       | 7–68, 6–2     |
| 12 de fevereiro | Qatar TotalEnergies Open Doha, Catar WTA 1000 US$ 3.211.715 – duro – 56S•32Q•28D                     | Demi Schuurs Luisa Stefani           | Caroline Dolehide Desirae Krawczyk   | 6–4, 6–2      |
| 19 de fevereiro | Dubai Duty Free Tennis Championships Dubai, Emirados Árabes Unidos WTA 1000 US$ – duro – 56S•32Q•28D | Jasmine Paolini                      | Anna Kalinskaya                      | 4–6, 7–5, 7–5 |
| 19 de fevereiro | Dubai Duty Free Tennis Championships Dubai, Emirados Árabes Unidos WTA 1000 US$ – duro – 56S•32Q•28D | Storm Hunter Kateřina Siniaková      | Nicole Melichar-Martinez Ellen Perez | 6–4, 6–2      |
| 26 de fevereiro | Cymbiotika San Diego Open San Diego, Estados Unidos WTA 500 US$ 922.573 – duro – 28S•24Q•16D         | Katie Boulter                        | Marta Kostyuk                        | 5–7, 6–2, 6–2 |
| 26 de fevereiro | Cymbiotika San Diego Open San Diego, Estados Unidos WTA 500 US$ 922.573 – duro – 28S•24Q•16D         | Nicole Melichar-Martinez Ellen Perez | Desirae Krawczyk Jessica Pegula      | 6–1, 6–2      |
| 26 de fevereiro | ATX Open Austin, Estados Unidos WTA 250 US$ 267.082 – duro – 32S•24Q•16D                             | Yuan Yue                             | Wang Xiyu                            | 6–4, 7–64     |
| 26 de fevereiro | ATX Open Austin, Estados Unidos WTA 250 US$ 267.082 – duro – 32S•24Q•16D                             | Olivia Gadecki · Olivia Nicholls     | Katarzyna Kawa Bibiane Schoofs       | 6–2, 6–4      |

#### Março
| Semana de               | Torneio                                                                                   | Campeã(s)                         | Vice-campeã(s)                    | Resultado         |
| ----------------------- | ----------------------------------------------------------------------------------------- | --------------------------------- | --------------------------------- | ----------------- |
| 4 de março 11 de março  | BNP Paribas Open Indian Wells, Estados Unidos WTA 1000 US$ 9.258.060 – duro – 96S•48Q•32D | Iga Świątek                       | Maria Sakkari                     | 6–4, 6–0          |
| 4 de março 11 de março  | BNP Paribas Open Indian Wells, Estados Unidos WTA 1000 US$ 9.258.060 – duro – 96S•48Q•32D | Hsieh Su-wei Elise Mertens        | Storm Hunter Kateřina Siniaková   | 6–3, 6–4          |
| 18 de março 25 de março | Miami Open Miami, Estados Unidos WTA 1000 US$ 8.770.480 – duro – 96S•48Q•32D              | Danielle Collins                  | Elena Rybakina                    | 7–5, 6–3          |
| 18 de março 25 de março | Miami Open Miami, Estados Unidos WTA 1000 US$ 8.770.480 – duro – 96S•48Q•32D              | Sofia Kenin Bethanie Mattek-Sands | Gabriela Dabrowski Erin Routliffe | 4–6, 7–65, [11–9] |

#### Abril
| Semana de               | Torneio | Campeã(s)                                                                                       | Vice-campeã(s)                                                                   | Resultado               |
| ----------------------- | --- | ----------------------------------------------------------------------------------------------- | -------------------------------------------------------------------------------- | ----------------------- |
| 1º de abril             | Credit One Charleston Open Charleston, Estados Unidos WTA 500 US$ 922.573 – saibro (verde) – 48S•24Q•16D | Danielle Collins                                                                                | Daria Kasatkina                                                                  | 6–2, 6–1                |
| 1º de abril             | Credit One Charleston Open Charleston, Estados Unidos WTA 500 US$ 922.573 – saibro (verde) – 48S•24Q•16D | Ashlyn Krueger · Sloane Stephens                                                                | Lyudmyla Kichenok Nadiia Kichenok                                                | 1–6, 6–3, [10–7]        |
| 1º de abril             | Copa Colsanitas Zurich Bogotá, Colômbia WTA 250 US$ 267.082 – saibro – 32S•24Q•16D | Camila Osorio                                                                                   | Marie Bouzková                                                                   | 6–3, 7–65               |
| 1º de abril             | Copa Colsanitas Zurich Bogotá, Colômbia WTA 250 US$ 267.082 – saibro – 32S•24Q•16D | Cristina Bucșa Kamilla Rakhimova                                                                | Anna Bondár Irina Khromacheva                                                    | 7–65, 3–6, [10–8]       |
| 8 de abril              | Copa Billie Jean King: qualificatório Brisbane, Austrália – duro Bienna, Suíça – duro (coberto) Le Portel, França – saibro (coberto) Orlando, Estados Unidos – duro Tóquio, Japão – duro (coberto) São Paulo, Brasil – saibro (coberto) Bratislava, Eslováquia – duro (coberto) Fernandina Beach, Estados Unidos – saibro Competição de longa duração entre países | · Austrália · Polónia · Grã-Bretanha · Estados Unidos · Japão · Alemanha · Eslováquia · Roménia | · México · Suíça · França · Bélgica · Cazaquistão · Brasil · Eslovénia · Ucrânia | 4–0 3–1 4–0 3–1 4–0 3–2 |
| 15 de abril             | Porsche Tennis Grand Prix Stuttgart, Alemanha WTA 500 US$ 802.237 – saibro (coberto) – 28S•16Q•16D | Elena Rybakina                                                                                  | Marta Kostyuk                                                                    | 6–2, 6–2                |
| 15 de abril             | Porsche Tennis Grand Prix Stuttgart, Alemanha WTA 500 US$ 802.237 – saibro (coberto) – 28S•16Q•16D | Chan Hao-ching Veronika Kudermetova                                                             | Ulrikke Eikeri Ingrid Neel                                                       | 4–6, 6–3, [10–2]        |
| 15 de abril             | Open Capfinances Rouen Métropole Rouen, França WTA 250 € 232.244 – saibro (coberto) – 32S•24Q•16D | Sloane Stephens                                                                                 | Magda Linette                                                                    | 6–1, 2–6, 6–2           |
| 15 de abril             | Open Capfinances Rouen Métropole Rouen, França WTA 250 € 232.244 – saibro (coberto) – 32S•24Q•16D | Tímea Babos Irina Khromacheva                                                                   | Naiktha Bains Maia Lumsden                                                       | 6–3, 6–4                |
| 22 de abril 29 de abril | Mutua Madrid Open Madri, Espanha WTA 1000 € 7.679.965 – saibro – 96S•48Q•32D | Iga Świątek                                                                                     | Aryna Sabalenka                                                                  | 7–5, 4–6, 7–67          |
| 22 de abril 29 de abril | Mutua Madrid Open Madri, Espanha WTA 1000 € 7.679.965 – saibro – 96S•48Q•32D | Cristina Bucșa Sara Sorribes Tormo                                                              | Barbora Krejčíková Laura Siegemund                                               | 6–0, 6–2                |

#### Maio
| Semana de             | Torneio | Campeã(s)(o/ões)                       | Vice-campeã(s)(o/ões)         | Resultado        |
| --------------------- | --- | -------------------------------------- | ----------------------------- | ---------------- |
| 6 de maio 13 de maio  | Internazionali BNL d'Italia Roma, Itália WTA 1000 € 4.791.105 – saibro – 96S•48Q•32D                               | Iga Świątek                            | Aryna Sabalenka               | 6–2, 6–3         |
| 6 de maio 13 de maio  | Internazionali BNL d'Italia Roma, Itália WTA 1000 € 4.791.105 – saibro – 96S•48Q•32D                               | Sara Errani Jasmine Paolini            | Coco Gauff Erin Routliffe     | 6–3, 4–6, [10–8] |
| 20 de maio            | Internationaux de Strasbourg Estrasburgo, França WTA 500 € 802.237 – saibro – 28S•16Q•16D                          | Madison Keys                           | Danielle Collins              | 6–1, 6–2         |
| 20 de maio            | Internationaux de Strasbourg Estrasburgo, França WTA 500 € 802.237 – saibro – 28S•16Q•16D                          | Cristina Bucșa Monica Niculescu        | Asia Muhammad Aldila Sutjiadi | 3–6, 6–4, [10–6] |
| 20 de maio            | Grand Prix Son Altesse Royale La Princesse Lalla Meryem Rabat, Marrocos WTA 250 US$ 267.082 – saibro – 32S•16Q•16D | Peyton Stearns                         | Mayar Sherif                  | 6–2, 6–1         |
| 20 de maio            | Grand Prix Son Altesse Royale La Princesse Lalla Meryem Rabat, Marrocos WTA 250 US$ 267.082 – saibro – 32S•16Q•16D | Irina Khromacheva · Yana Sizikova      | Anna Danilina Xu Yifan        | 6–3, 6–2         |
| 27 de maio 3 de junho | Torneio de Roland Garros Paris, França Grand Slam € 25.198.500 – saibro – 128S•128Q•64D•16DM                       | Iga Świątek                            | Jasmine Paolini               | 6–2, 6–1         |
| 27 de maio 3 de junho | Torneio de Roland Garros Paris, França Grand Slam € 25.198.500 – saibro – 128S•128Q•64D•16DM                       | Coco Gauff Kateřina Siniaková          | Sara Errani Jasmine Paolini   | 7–65, 6–3        |
| 27 de maio 3 de junho | Torneio de Roland Garros Paris, França Grand Slam € 25.198.500 – saibro – 128S•128Q•64D•16DM                       | Laura Siegemund Édouard Roger-Vasselin | Desirae Krawczyk Neal Skupski | 6–4, 7–5         |

#### Junho
| Semana de   | Torneio                                                                                             | Campeã(s)                            | Vice-campeã(s)                      | Resultado         |
| ----------- | --------------------------------------------------------------------------------------------------- | ------------------------------------ | ----------------------------------- | ----------------- |
| 10 de junho | Rothesay Open Nottingham Nottingham, Reino Unido WTA 250 US$ 267.082 – grama – 32S•24Q•16D          | Katie Boulter                        | Karolína Plíšková                   | 4–6, 6–3, 6–2     |
| 10 de junho | Rothesay Open Nottingham Nottingham, Reino Unido WTA 250 US$ 267.082 – grama – 32S•24Q•16D          | Gabriela Dabrowski Erin Routliffe    | Harriet Dart Diane Parry            | 5–7, 6–3, [11–9]  |
| 10 de junho | Libéma Open 's-Hertogenbosch, Países Baixos WTA 250 € 232.244 – grama – 32S•24Q•16D                 | Liudmila Samsonova                   | Bianca Andreescu                    | 4–6, 6–3, 7–5     |
| 10 de junho | Libéma Open 's-Hertogenbosch, Países Baixos WTA 250 € 232.244 – grama – 32S•24Q•16D                 | Ingrid Neel Bibiane Schoofs          | Tereza Mihalíková Olivia Nicholls   | 7–66, 6–3         |
| 17 de junho | ecotrans Ladies Open Berlim, Alemanha WTA 500 € 802.237 – grama – 28S•24Q•16D                       | Jessica Pegula                       | Anna Kalinskaya                     | 06–7, 6–4, 7–63   |
| 17 de junho | ecotrans Ladies Open Berlim, Alemanha WTA 500 € 802.237 – grama – 28S•24Q•16D                       | Wang Xinyu Zheng Saisai              | Chan Hao-ching Veronika Kudermetova | 6–2, 7–5          |
| 17 de junho | Rothesay Classic Birmingham Birmingham, Reino Unido WTA 250 US$ 267.082 – grama – 32S•22Q•16D       | Yulia Putintseva                     | Ajla Tomljanović                    | 6–1, 7–68         |
| 17 de junho | Rothesay Classic Birmingham Birmingham, Reino Unido WTA 250 US$ 267.082 – grama – 32S•22Q•16D       | Hsieh Su-wei Elise Mertens           | Miyu Kato Zhang Shuai               | 6–1, 6–3          |
| 24 de junho | Bad Homburg Open Bad Homburg, Alemanha WTA 500 € 802.237 – grama – 32S•8Q•16D                       | Diana Shnaider                       | Donna Vekić                         | 6–3, 2–6, 6–3     |
| 24 de junho | Bad Homburg Open Bad Homburg, Alemanha WTA 500 € 802.237 – grama – 32S•8Q•16D                       | Nicole Melichar-Martinez Ellen Perez | Chan Hao-ching Veronika Kudermetova | 4–6, 6–3, [10–8]  |
| 24 de junho | Rothesay International Eastbourne Eastbourne, Reino Unido WTA 500 US$ 922.573 – grama – 28S•24Q•16D | Daria Kasatkina                      | Leylah Fernandez                    | 6–3, 6–4          |
| 24 de junho | Rothesay International Eastbourne Eastbourne, Reino Unido WTA 500 US$ 922.573 – grama – 28S•24Q•16D | Lyudmyla Kichenok Jeļena Ostapenko   | Gabriela Dabrowski Erin Routliffe   | 5–7, 7–62, [10–8] |

#### Julho
| Semana de              | Torneio                                                                                        | Campeã(s)(o/ões)                         | Vice-campeã(s)(o/ões)                     | Resultado          |
| ---------------------- | ---------------------------------------------------------------------------------------------- | ---------------------------------------- | ----------------------------------------- | ------------------ |
| 1º de julho 8 de julho | Torneio de Wimbledon Londres, Reino Unido Grand Slam £ 23.464.500 – grama – 128S•128Q•64D•48DM | Barbora Krejčíková                       | Jasmine Paolini                           | 6–2, 2–6, 6–4      |
| 1º de julho 8 de julho | Torneio de Wimbledon Londres, Reino Unido Grand Slam £ 23.464.500 – grama – 128S•128Q•64D•48DM | Kateřina Siniaková Taylor Townsend       | Gabriela Dabrowski Erin Routliffe         | 7–65, 7–61         |
| 1º de julho 8 de julho | Torneio de Wimbledon Londres, Reino Unido Grand Slam £ 23.464.500 – grama – 128S•128Q•64D•48DM | Hsieh Su-wei Jan Zieliński               | Giuliana Olmos Santiago González          | 6–4, 6–2           |
| 15 de julho            | Hungarian Grand Prix Budapeste, Hungria WTA 250 € 232.244 – saibro – 32S•24Q•16D               | Diana Shnaider                           | Aliaksandra Sasnovich                     | 6–4, 6–4           |
| 15 de julho            | Hungarian Grand Prix Budapeste, Hungria WTA 250 € 232.244 – saibro – 32S•24Q•16D               | Katarzyna Piter · Fanny Stollár          | Anna Danilina Irina Khromacheva           | 6–3, 3–6, [10–3]   |
| 15 de julho            | Palermo Ladies Open Palermo, Itália WTA 250 € 232.244 – saibro – 32S•24Q•16D                   | Zheng Qinwen                             | Karolína Muchová                          | 6–4, 4–6, 6–2      |
| 15 de julho            | Palermo Ladies Open Palermo, Itália WTA 250 € 232.244 – saibro – 32S•24Q•16D                   | Alexandra Panova · Yana Sizikova         | Yvonne Cavallé-Reimers Aurora Zantedeschi | 4–6, 6–3, [10–5]   |
| 22 de julho            | Unicredit Iași Open Iași, Romênia WTA 250 € 232.244 – saibro – 32S•24Q•16D                     | Mirra Andreeva                           | Elina Avanesyan                           | 5–7, 7–5, 4–0, ab. |
| 22 de julho            | Unicredit Iași Open Iași, Romênia WTA 250 € 232.244 – saibro – 32S•24Q•16D                     | Anna Danilina Irina Khromacheva          | Alexandra Panova Yana Sizikova            | 6–4, 6–2           |
| 22 de julho            | Livesport Prague Open Praga, Tchéquia WTA 250 US$ 267.082 – saibro – 32S•24Q•16D               | Magda Linette                            | Magdalena Fręch                           | 6–2, 6–1           |
| 22 de julho            | Livesport Prague Open Praga, Tchéquia WTA 250 US$ 267.082 – saibro – 32S•24Q•16D               | Barbora Krejčíková Kateřina Siniaková    | Bethanie Mattek-Sands Lucie Šafářová      | 6–3, 6–3           |
| 29 de julho            | Jogos Olímpicos Paris, França Jogos Olímpicos de Verão saibro – 64S•32D•16DM                   | Ouro                                     | Prata                                     |                    |
| 29 de julho            | Jogos Olímpicos Paris, França Jogos Olímpicos de Verão saibro – 64S•32D•16DM                   | Zheng Qinwen                             | Donna Vekić                               | 6–2, 6–3           |
| 29 de julho            | Jogos Olímpicos Paris, França Jogos Olímpicos de Verão saibro – 64S•32D•16DM                   | Sara Errani Jasmine Paolini              | Mirra Andreeva Diana Shnaider             | 2–6, 6–1, [10–7]   |
| 29 de julho            | Jogos Olímpicos Paris, França Jogos Olímpicos de Verão saibro – 64S•32D•16DM                   | Kateřina Siniaková · Tomáš Macháč        | Wang Xinyu Zhang Zhizhen                  | 6–2, 5–7, [10–8]   |
| 29 de julho            | Jogos Olímpicos Paris, França Jogos Olímpicos de Verão saibro – 64S•32D•16DM                   | Bronze                                   | Quarto lugar                              |                    |
| 29 de julho            | Jogos Olímpicos Paris, França Jogos Olímpicos de Verão saibro – 64S•32D•16DM                   | Iga Świątek                              | Anna Karolína Schmiedlová                 | 6–2, 6–1           |
| 29 de julho            | Jogos Olímpicos Paris, França Jogos Olímpicos de Verão saibro – 64S•32D•16DM                   | Cristina Bucșa Sara Sorribes Tormo       | Karolína Muchová Linda Nosková            | 6–2, 6–2           |
| 29 de julho            | Jogos Olímpicos Paris, França Jogos Olímpicos de Verão saibro – 64S•32D•16DM                   | Gabriela Dabrowski Félix Auger-Aliassime | Demi Schuurs Wesley Koolhof               | 6–3, 7–62          |
| 29 de julho            | Mubadala Citi DC Open Washington, Estados Unidos WTA 500 US$ 922.573 – duro – 28S•16Q•16D      | Paula Badosa                             | Marie Bouzková                            | 6–1, 4–6, 6–4      |
| 29 de julho            | Mubadala Citi DC Open Washington, Estados Unidos WTA 500 US$ 922.573 – duro – 28S•16Q•16D      | Asia Muhammad Taylor Townsend            | Jiang Xinyu Wu Fang-hsien                 | 7–60, 6–3          |

#### Agosto
| Semana de                  | Torneio                                                                                 | Campeã(s)(o/ões)                   | Vice-campeã(s)(o/ões)             | Resultado         |
| -------------------------- | --------------------------------------------------------------------------------------- | ---------------------------------- | --------------------------------- | ----------------- |
| 5 de agosto                | National Bank Open Toronto, Canadá WTA 1000 US$ 3.211.715 – duro – 56S•32Q•28D          | Jessica Pegula                     | Amanda Anisimova                  | 6–3, 2–6, 6–1     |
| 5 de agosto                | National Bank Open Toronto, Canadá WTA 1000 US$ 3.211.715 – duro – 56S•32Q•28D          | Caroline Dolehide Desirae Krawczyk | Gabriela Dabrowski Erin Routliffe | 7–62, 3–6, [10–7] |
| 12 de agosto               | Cincinnati Open Cincinnati, Estados Unidos WTA 1000 US$ 3.211.715 – duro – 56S•32Q•28D  | Aryna Sabalenka                    | Jessica Pegula                    | 6–3, 7–5          |
| 12 de agosto               | Cincinnati Open Cincinnati, Estados Unidos WTA 1000 US$ 3.211.715 – duro – 56S•32Q•28D  | Asia Muhammad Erin Routliffe       | Leylah Fernandez Yulia Putintseva | 3–6, 6–1, [10–4]  |
| 19 de agosto               | Abierto GNP Seguros Monterrey, México WTA 500 US$ 922.573 – duro – 28S•16Q•16D          | Linda Nosková                      | Lulu Sun                          | 7–66, 6–4         |
| 19 de agosto               | Abierto GNP Seguros Monterrey, México WTA 500 US$ 922.573 – duro – 28S•16Q•16D          | Guo Hanyu Monica Niculescu         | Giuliana Olmos Alexandra Panova   | 3–6, 6–3, [10–4]  |
| 19 de agosto               | Tennis in the Land Cleveland, Estados Unidos WTA 250 US$ 267.082 – duro – 32S•16Q•16D   | McCartney Kessler                  | Beatriz Haddad Maia               | 1–6, 6–1, 7–5     |
| 19 de agosto               | Tennis in the Land Cleveland, Estados Unidos WTA 250 US$ 267.082 – duro – 32S•16Q•16D   | Cristina Bucșa Xu Yifan            | Shuko Aoyama Eri Hozumi           | 3–6, 6–3, [10–6]  |
| 26 de agosto 2 de setembro | US Open Nova York, Estados Unidos Grand Slam US$ 34.378.000 – duro – 128S•128D•64D•32DM | Aryna Sabalenka                    | Jessica Pegula                    | 7–5, 7–5          |
| 26 de agosto 2 de setembro | US Open Nova York, Estados Unidos Grand Slam US$ 34.378.000 – duro – 128S•128D•64D•32DM | Lyudmyla Kichenok Jeļena Ostapenko | Kristina Mladenovic Zhang Shuai   | 6–4, 6–3          |
| 26 de agosto 2 de setembro | US Open Nova York, Estados Unidos Grand Slam US$ 34.378.000 – duro – 128S•128D•64D•32DM | Sara Errani · Andrea Vavassori     | Taylor Townsend Donald Young      | 7–60, 7–5         |

#### Setembro
| Semana de                     | Torneio                                                                             | Campeã(s)                                   | Vice-campeã(s)                        | Resultado        |
| ----------------------------- | ----------------------------------------------------------------------------------- | ------------------------------------------- | ------------------------------------- | ---------------- |
| 9 de setembro                 | Guadalajara Open Akron Guadalajara, México WTA 500 US$ 922.573 – duro – 28S•24Q•16D | Magdalena Fręch                             | Olivia Gadecki                        | 7–65, 6–4        |
| 9 de setembro                 | Guadalajara Open Akron Guadalajara, México WTA 500 US$ 922.573 – duro – 28S•24Q•16D | Anna Danilina Irina Khromacheva             | Oksana Kalashnikova Kamilla Rakhimova | 2–6, 7–5, [10–7] |
| 9 de setembro                 | Jasmin Open Tunisia Monastir, Tunísia WTA 250 US$ 267.082 – duro – 32S•24Q•16D      | Sonay Kartal                                | Rebecca Šramková                      | 6–3, 7–5         |
| 9 de setembro                 | Jasmin Open Tunisia Monastir, Tunísia WTA 250 US$ 267.082 – duro – 32S•24Q•16D      | Anna Blinkova · Mayar Sherif                | Alina Korneeva Anastasia Zakharova    | 2–6, 6–1, [10–8] |
| 16 de setembro                | Korea Open Seul, Coreia do Sul WTA 500 US$ 922.573 – duro – 28S•24Q•16D             | Beatriz Haddad Maia                         | Daria Kasatkina                       | 1–6, 6–4, 6–1    |
| 16 de setembro                | Korea Open Seul, Coreia do Sul WTA 500 US$ 922.573 – duro – 28S•24Q•16D             | Nicole Melichar-Martinez Liudmila Samsonova | Miyu Kato Zhang Shuai                 | 6–1, 6–0         |
| 16 de setembro                | Thailand Open Hua Hin, Tailândia WTA 250 US$ 267.082 – duro – 32S•21Q•16D           | Rebecca Šramková                            | Laura Siegemund                       | 6–4, 6–4         |
| 16 de setembro                | Thailand Open Hua Hin, Tailândia WTA 250 US$ 267.082 – duro – 32S•21Q•16D           | Anna Danilina Irina Khromacheva             | Eudice Chong Moyuka Uchijima          | 6–4, 7–5         |
| 23 de setembro 30 de setembro | China Open Pequim, China WTA 1000 US$ 8.955.610 – duro – 96S•48Q•32D                | Coco Gauff                                  | Karolína Muchová                      | 6–1, 6–3         |
| 23 de setembro 30 de setembro | China Open Pequim, China WTA 1000 US$ 8.955.610 – duro – 96S•48Q•32D                | Sara Errani Jasmine Paolini                 | Chan Hao-ching Veronika Kudermetova   | 6–4, 6–4         |

#### Outubro
| Semana de     | Torneio                                                                                               | Campeã(s)                       | Vice-campeã(s)                       | Resultado        |
| ------------- | --- | ------------------------------- | ------------------------------------ | ---------------- |
| 7 de outubro  | Dongfeng Voyah · Wuhan Open Wuhan, China WTA 1000 US$ 3.221.715 – duro – 56S•32Q•28D                  | Aryna Sabalenka                 | Zheng Qinwen                         | 6–3, 5–7, 6–3    |
| 7 de outubro  | Dongfeng Voyah · Wuhan Open Wuhan, China WTA 1000 US$ 3.221.715 – duro – 56S•32Q•28D                  | Anna Danilina Irina Khromacheva | Asia Muhammad Jessica Pegula         | 6–3, 7–66        |
| 14 de outubro | Ningbo Open Liampó, China WTA 500 US$ 922.573 – duro – 28S•24Q•16D                                    | Daria Kasatkina                 | Mirra Andreeva                       | 6–0, 4–6, 6–4    |
| 14 de outubro | Ningbo Open Liampó, China WTA 500 US$ 922.573 – duro – 28S•24Q•16D                                    | Demi Schuurs · Yuan Yue         | Nicole Melichar-Martinez Ellen Perez | 6–3, 6–3         |
| 14 de outubro | Kinoshita Group Japan Open Tennis Championships Osaka, Japão WTA 250 US$ 267.080 – duro – 32S•24Q•16D | Suzan Lamens                    | Kimberly Birrell                     | 6–0, 6–4         |
| 14 de outubro | Kinoshita Group Japan Open Tennis Championships Osaka, Japão WTA 250 US$ 267.080 – duro – 32S•24Q•16D | Ena Shibahara Laura Siegemund   | Cristina Bucșa Monica Niculescu      | 3–6, 6–2, [10–2] |
| 21 de outubro | Toray Pan Pacific Open Tóquio, Japão WTA 500 US$ 922.573 – duro – 28S•24Q•16D                         | Zheng Qinwen                    | Sofia Kenin                          | 7–65, 6–3        |
| 21 de outubro | Toray Pan Pacific Open Tóquio, Japão WTA 500 US$ 922.573 – duro – 28S•24Q•16D                         | Shuko Aoyama Eri Hozumi         | Ena Shibahara Laura Siegemund        | 6–4, 7–63        |
| 21 de outubro | Guangzhou Open Cantão, China WTA 250 US$ 267.082 – duro – 32S•24Q•16D                                 | Olga Danilović                  | Caroline Dolehide                    | 6–3, 6–1         |
| 21 de outubro | Guangzhou Open Cantão, China WTA 250 US$ 267.082 – duro – 32S•24Q•16D                                 | Kateřina Siniaková Zhang Shuai  | Katarzyna Piter Fanny Stollár        | 6–4, 6–1         |
| 28 de outubro | Prudential Hong Kong Tenns Open · Hong Kong · WTA 250 · US$ 267.082 – duro – 32S•24Q•16D              | Diana Shnaider                  | Katie Boulter                        | 6–1, 6–2         |
| 28 de outubro | Prudential Hong Kong Tenns Open · Hong Kong · WTA 250 · US$ 267.082 – duro – 32S•24Q•16D              | Ulrikke Eikeri Makoto Ninomiya  | Shuko Aoyama Eri Hozumi              | 6–4, 4–6, [11–9] |
| 28 de outubro | Jiangxi Open Jiujiang, China WTA 250 US$ 267.082 – duro – 32S•16Q•16D                                 | Viktorija Golubic               | Rebecca Šramková                     | 6–3, 7–5         |
| 28 de outubro | Jiangxi Open Jiujiang, China WTA 250 US$ 267.082 – duro – 32S•16Q•16D                                 | Guo Hanyu · Moyuka Uchijima     | Katarzyna Piter Fanny Stollár        | 7–65, 7–5        |
| 28 de outubro | Mérida Open Akron Mérida, México WTA 250 US$ 267.082 – duro – 32S•16Q•14D                             | Zeynep Sönmez                   | Ann Li                               | 6–2, 6–1         |
| 28 de outubro | Mérida Open Akron Mérida, México WTA 250 US$ 267.082 – duro – 32S•16Q•14D                             | Quinn Gleason · Ingrid Martins  | Magali Kempen Lara Salden            | 6–4, 6–4         |

#### Novembro
| Semana de                     | Torneio | Campeã(s)                                                                                            | Vice-campeã(s) | Resultado      |
| ----------------------------- | --- | --- | --- | -------------- |
| 4 de novembro                 | WTA Finals Riyadh Riad, Arábia Saudita Torneio de fim de temporada US$ 15.250.000 – duro (coberto) – 8S•8D                  | Coco Gauff                                                                                           | Zheng Qinwen | 3–6, 6–4, 7–62 |
| 4 de novembro                 | WTA Finals Riyadh Riad, Arábia Saudita Torneio de fim de temporada US$ 15.250.000 – duro (coberto) – 8S•8D                  | Gabriela Dabrowski Erin Routliffe                                                                    | Kateřina Siniaková Taylor Townsend                                                                                      | 7–5, 6–3       |
| 11 de novembro 18 de novembro | Copa Billie Jean King: Finais Málaga, Espanha – duro (coberto) Competição de longa duração entre países US$ 9.600.000 – 12E | Itália · Lucia Bronzetti · Elisabetta Cocciaretto · Sara Errani · Jasmine Paolini · Martina Trevisan | Eslováquia · Viktória Hrunčáková · Renáta Jamrichová · Tereza Mihalíková · Anna Karolína Schmiedlová · Rebecca Šramková | 2–0            |

## Estatísticas
Esta seção apresenta os títulos conquistados em simples, duplas, duplas mistas e por equipes em diversas configurações: classificação por jogador e país – sem caráter oficial; e levantamento de debutantes e defensores dos troféus, baseados nas informações apresentadas na seção Mês a mês. Eventualmente, pode dispor de seções extras com outras variáveis.
Nas duas tabelas introdutórias, jogadores e países são classificados com base nas categorias de torneios disponíveis na temporada (que podem não aparecer em determinado ano ou trocarem de nome), de acordo com o apresentado no início do artigo, na infocaixa à direita.
Os critérios de desempate nessas tabelas são:
1. Total de títulos;
  1. Na subseção País, se uma dupla de tenistas que compartilha a conterraneidade vencer um torneio, sua nação computará apenas 1 ponto.
2. Total de títulos por categoria;
  1. A categoria à esquerda sempre vale mais que qualquer uma à direita, com os eventos do Grand Slam encabeçando a lista;
  2. A coluna Outros está situada à direita de todas, inclusive do somatório Simples/Duplas/Duplas Mistas, por sua natureza específica, mas obviamente seus números são somados à coluna Total;
  3. Outros geralmente inclui os torneios por equipes que ocorrem durante a temporada;
  4. Para a contabilização dos torneios por equipes, são considerados(as) apenas os(as) jogadores(as) que forem convocados(as) para:
    1. Torneio de longa duração: jogo final – se for isolado dos outros – ou fase final – se ela ocorrer em um curto período com várias equipes na mesma sede;
    2. Torneio de curta duração.
3. Modalidade;
  1. Simples (S) > Duplas (D) > Duplas mistas (DM);
4. Ordem alfabética pelo sobrenome do(a) tenista em Títulos por jogadora, ou nome do país em Títulos por país.

Nota: a partir de 2022, as bandeiras da Rússia e da Bielorrúsia foram banidas das competições e transmissões televisivas, o que fez com que os(as) tenistas desses países competissem como apátridas, por causa da Invasão da Ucrânia pela Rússia. Para fins meramente estatísticos, elas se mantém aqui, mas considere essas adições como não oficiais.

### Títulos por jogadora
| 6 | Kateřina Siniaková       |   | 2 |   |   |   | 1 |  |   |   | 1 |   |   |   | 2 | 0 | 5 | 1 |   |
| 6 | Sara Errani              |   |   | 1 |   | 1 |   |  |   |   | 2 |   | 1 |   |   | 0 | 4 | 1 | 1 |
| 6 | Jasmine Paolini          |   |   |   |   | 1 |   |  |   | 1 | 2 |   | 1 |   |   | 1 | 4 | 0 | 1 |
| 6 | Irina Khromacheva        |   |   |   |   |   |   |  |   |   | 1 |   | 1 |   | 4 | 0 | 6 | 0 |   |
| 5 | Hsieh Su-wei             |   | 1 | 2 |   |   |   |  |   |   | 1 |   |   |   | 1 | 0 | 3 | 2 |   |
| 5 | Iga Świątek              | 1 |   |   |   |   |   |  |   | 4 |   |   |   |   |   | 5 | 0 | 0 |   |
| 5 | Jeļena Ostapenko         |   | 1 |   |   |   |   |  |   |   |   | 2 | 2 |   |   | 2 | 3 | 0 |   |
| 5 | Anna Danilina            |   |   |   |   |   |   |  |   |   | 1 |   | 1 |   | 3 | 0 | 5 | 0 |   |
| 4 | Aryna Sabalenka          | 2 |   |   |   |   |   |  |   | 2 |   |   |   |   |   | 4 | 0 | 0 |   |
| 4 | Coco Gauff               |   | 1 |   |   |   |   |  |   | 1 |   |   |   | 1 |   | 3 | 1 | 0 |   |
| 4 | Cristina Bucșa           |   |   |   |   |   |   |  |   |   | 1 |   | 1 |   | 2 | 0 | 4 | 0 |   |
| 4 | Diana Shnaider           |   |   |   |   |   |   |  |   |   |   | 1 |   | 3 |   | 4 | 0 | 0 |   |
| 3 | Lyudmyla Kichenok        |   | 1 |   |   |   |   |  |   |   |   |   | 2 |   |   | 0 | 3 | 0 |   |
| 3 | Taylor Townsend          |   | 1 |   |   |   |   |  |   |   |   |   | 2 |   |   | 0 | 3 | 0 |   |
| 3 | Elise Mertens            |   | 1 |   |   |   |   |  |   |   | 1 |   |   |   | 1 | 0 | 3 | 0 |   |
| 3 | Laura Siegemund          |   |   | 1 |   |   |   |  |   |   |   |   |   |   | 1 | 0 | 1 | 1 | 1 |
| 3 | Zheng Qinwen             |   |   |   | 1 |   |   |  |   |   |   | 1 |   | 1 |   | 3 | 0 | 0 |   |
| 3 | Erin Routliffe           |   |   |   |   |   |   |  |   |   | 1 |   |   |   | 1 | 0 | 3 | 0 |   |
| 3 | Asia Muhammad            |   |   |   |   |   |   |  |   |   | 1 |   | 1 |   | 1 | 0 | 3 | 0 |   |
| 3 | Elena Rybakina           |   |   |   |   |   |   |  |   |   |   | 3 |   |   |   | 3 | 0 | 0 |   |
| 3 | Nicole Melichar-Martinez |   |   |   |   |   |   |  |   |   |   |   | 3 |   |   | 0 | 3 | 0 |   |
| 2 | Barbora Krejčíková       | 1 |   |   |   |   |   |  |   |   |   |   |   |   | 1 | 1 | 1 | 0 |   |
| 2 | Gabriela Dabrowski       |   |   |   |   |   |   |  | 1 |   |   |   |   |   | 1 | 0 | 2 | 0 |   |
| 2 | Danielle Collins         |   |   |   |   |   |   |  |   | 1 |   | 1 |   |   |   | 2 | 0 | 0 |   |
| 2 | Jessica Pegula           |   |   |   |   |   |   |  |   | 1 |   | 1 |   |   |   | 2 | 0 | 0 |   |
| 2 | Sofia Kenin              |   |   |   |   |   |   |  |   |   | 1 |   | 1 |   |   | 0 | 2 | 0 |   |
| 2 | Bethanie Mattek-Sands    |   |   |   |   |   |   |  |   |   | 1 |   | 1 |   |   | 0 | 2 | 0 |   |
| 2 | Demi Schuurs             |   |   |   |   |   |   |  |   |   | 1 |   | 1 |   |   | 0 | 2 | 0 |   |
| 2 | Daria Kasatkina          |   |   |   |   |   |   |  |   |   |   | 2 |   |   |   | 2 | 0 | 0 |   |
| 2 | Beatriz Haddad Maia      |   |   |   |   |   |   |  |   |   |   | 1 | 1 |   |   | 1 | 1 | 0 |   |
| 2 | Monica Niculescu         |   |   |   |   |   |   |  |   |   |   |   | 2 |   |   | 0 | 2 | 0 |   |
| 2 | Ellen Perez              |   |   |   |   |   |   |  |   |   |   |   | 2 |   |   | 0 | 2 | 0 |   |
| 2 | Katie Boulter            |   |   |   |   |   |   |  |   |   |   | 1 |   | 1 |   | 2 | 0 | 0 |   |
| 2 | Liudmila Samsonova       |   |   |   |   |   |   |  |   |   |   |   | 1 | 1 |   | 1 | 1 | 0 |   |
| 2 | Sloane Stephens          |   |   |   |   |   |   |  |   |   |   |   | 1 | 1 |   | 1 | 1 | 0 |   |
| 2 | Yuan Yue                 |   |   |   |   |   |   |  |   |   |   |   | 1 | 1 |   | 1 | 1 | 0 |   |
| 2 | Chan Hao-ching           |   |   |   |   |   |   |  |   |   |   |   | 1 |   | 1 | 0 | 2 | 0 |   |
| 2 | Guo Hanyu                |   |   |   |   |   |   |  |   |   |   |   | 1 |   | 1 | 0 | 2 | 0 |   |
| 2 | Yana Sizikova            |   |   |   |   |   |   |  |   |   |   |   |   |   | 2 | 0 | 2 | 0 |   |
| 1 | Caroline Dolehide        |   |   |   |   |   |   |  |   |   | 1 |   |   |   |   | 0 | 1 | 0 |   |
| 1 | Storm Hunter             |   |   |   |   |   |   |  |   |   | 1 |   |   |   |   | 0 | 1 | 0 |   |
| 1 | Desirae Krawczyk         |   |   |   |   |   |   |  |   |   | 1 |   |   |   |   | 0 | 1 | 0 |   |
| 1 | Sara Sorribes Tormo      |   |   |   |   |   |   |  |   |   | 1 |   |   |   |   | 0 | 1 | 0 |   |
| 1 | Luisa Stefani            |   |   |   |   |   |   |  |   |   | 1 |   |   |   |   | 0 | 1 | 0 |   |
| 1 | Paula Badosa             |   |   |   |   |   |   |  |   |   |   | 1 |   |   |   | 1 | 0 | 0 |   |
| 1 | Magdalena Fręch          |   |   |   |   |   |   |  |   |   |   | 1 |   |   |   | 1 | 0 | 0 |   |
| 1 | Madison Keys             |   |   |   |   |   |   |  |   |   |   | 1 |   |   |   | 1 | 0 | 0 |   |
| 1 | Linda Nosková            |   |   |   |   |   |   |  |   |   |   | 1 |   |   |   | 1 | 0 | 0 |   |
| 1 | Shuko Aoyama             |   |   |   |   |   |   |  |   |   |   |   | 1 |   |   | 0 | 1 | 0 |   |
| 1 | Eri Hozumi               |   |   |   |   |   |   |  |   |   |   |   | 1 |   |   | 0 | 1 | 0 |   |
| 1 | Ashlyn Krueger           |   |   |   |   |   |   |  |   |   |   |   | 1 |   |   | 0 | 1 | 0 |   |
| 1 | Veronika Kudermetova     |   |   |   |   |   |   |  |   |   |   |   | 1 |   |   | 0 | 1 | 0 |   |
| 1 | Wang Xinyu               |   |   |   |   |   |   |  |   |   |   |   | 1 |   |   | 0 | 1 | 0 |   |
| 1 | Zheng Saisai             |   |   |   |   |   |   |  |   |   |   |   | 1 |   |   | 0 | 1 | 0 |   |
| 1 | Mirra Andreeva           |   |   |   |   |   |   |  |   |   |   |   |   | 1 |   | 1 | 0 | 0 |   |
| 1 | Olga Danilović           |   |   |   |   |   |   |  |   |   |   |   |   | 1 |   | 1 | 0 | 0 |   |
| 1 | Viktorija Golubic        |   |   |   |   |   |   |  |   |   |   |   |   | 1 |   | 1 | 0 | 0 |   |
| 1 | Sonay Kartal             |   |   |   |   |   |   |  |   |   |   |   |   | 1 |   | 1 | 0 | 0 |   |
| 1 | McCartney Kessler        |   |   |   |   |   |   |  |   |   |   |   |   | 1 |   | 1 | 0 | 0 |   |
| 1 | Suzan Lamens             |   |   |   |   |   |   |  |   |   |   |   |   | 1 |   | 1 | 0 | 0 |   |
| 1 | Magda Linette            |   |   |   |   |   |   |  |   |   |   |   |   | 1 |   | 1 | 0 | 0 |   |
| 1 | Emma Navarro             |   |   |   |   |   |   |  |   |   |   |   |   | 1 |   | 1 | 0 | 0 |   |
| 1 | Camila Osorio            |   |   |   |   |   |   |  |   |   |   |   |   | 1 |   | 1 | 0 | 0 |   |
| 1 | Karolína Plíšková        |   |   |   |   |   |   |  |   |   |   |   |   | 1 |   | 1 | 0 | 0 |   |
| 1 | Yulia Putintseva         |   |   |   |   |   |   |  |   |   |   |   |   | 1 |   | 1 | 0 | 0 |   |
| 1 | Zeynep Sönmez            |   |   |   |   |   |   |  |   |   |   |   |   | 1 |   | 1 | 0 | 0 |   |
| 1 | Rebecca Šramková         |   |   |   |   |   |   |  |   |   |   |   |   | 1 |   | 1 | 0 | 0 |   |
| 1 | Peyton Stearns           |   |   |   |   |   |   |  |   |   |   |   |   | 1 |   | 1 | 0 | 0 |   |
| 1 | Tímea Babos              |   |   |   |   |   |   |  |   |   |   |   |   |   | 1 | 0 | 1 | 0 |   |
| 1 | Anna Blinkova            |   |   |   |   |   |   |  |   |   |   |   |   |   | 1 | 0 | 1 | 0 |   |
| 1 | Ulrikke Eikeri           |   |   |   |   |   |   |  |   |   |   |   |   |   | 1 | 0 | 1 | 0 |   |
| 1 | Olivia Gadecki           |   |   |   |   |   |   |  |   |   |   |   |   |   | 1 | 0 | 1 | 0 |   |
| 1 | Quinn Gleason            |   |   |   |   |   |   |  |   |   |   |   |   |   | 1 | 0 | 1 | 0 |   |
| 1 | Viktória Hrunčáková      |   |   |   |   |   |   |  |   |   |   |   |   |   | 1 | 0 | 1 | 0 |   |
| 1 | Miyu Kato                |   |   |   |   |   |   |  |   |   |   |   |   |   | 1 | 0 | 1 | 0 |   |
| 1 | Ingrid Martins           |   |   |   |   |   |   |  |   |   |   |   |   |   | 1 | 0 | 1 | 0 |   |
| 1 | Caty McNally             |   |   |   |   |   |   |  |   |   |   |   |   |   | 1 | 0 | 1 | 0 |   |
| 1 | Ingrid Neel              |   |   |   |   |   |   |  |   |   |   |   |   |   | 1 | 0 | 1 | 0 |   |
| 1 | Olivia Nicholls          |   |   |   |   |   |   |  |   |   |   |   |   |   | 1 | 0 | 1 | 0 |   |
| 1 | Makoto Ninomiya          |   |   |   |   |   |   |  |   |   |   |   |   |   | 1 | 0 | 1 | 0 |   |
| 1 | Giuliana Olmos           |   |   |   |   |   |   |  |   |   |   |   |   |   | 1 | 0 | 1 | 0 |   |
| 1 | Alexandra Panova         |   |   |   |   |   |   |  |   |   |   |   |   |   | 1 | 0 | 1 | 0 |   |
| 1 | Katarzyna Piter          |   |   |   |   |   |   |  |   |   |   |   |   |   | 1 | 0 | 1 | 0 |   |
| 1 | Kamilla Rakhimova        |   |   |   |   |   |   |  |   |   |   |   |   |   | 1 | 0 | 1 | 0 |   |
| 1 | Bibiane Schoofs          |   |   |   |   |   |   |  |   |   |   |   |   |   | 1 | 0 | 1 | 0 |   |
| 1 | Mayar Sherif             |   |   |   |   |   |   |  |   |   |   |   |   |   | 1 | 0 | 1 | 0 |   |
| 1 | Ena Shibahara            |   |   |   |   |   |   |  |   |   |   |   |   |   | 1 | 0 | 1 | 0 |   |
| 1 | Fanny Stollár            |   |   |   |   |   |   |  |   |   |   |   |   |   | 1 | 0 | 1 | 0 |   |
| 1 | Aldila Sutjiadi          |   |   |   |   |   |   |  |   |   |   |   |   |   | 1 | 0 | 1 | 0 |   |
| 1 | Moyuka Uchijima          |   |   |   |   |   |   |  |   |   |   |   |   |   | 1 | 0 | 1 | 0 |   |
| 1 | Xu Yifan                 |   |   |   |   |   |   |  |   |   |   |   |   |   | 1 | 0 | 1 | 0 |   |
| 1 | Zhang Shuai              |   |   |   |   |   |   |  |   |   |   |   |   |   | 1 | 0 | 1 | 0 |   |
| 1 | Lucia Bronzetti          |   |   |   |   |   |   |  |   |   |   |   |   |   |   | 0 | 0 | 0 | 1 |
| 1 | Elisabetta Cocciaretto   |   |   |   |   |   |   |  |   |   |   |   |   |   |   | 0 | 0 | 0 | 1 |
| 1 | Angelique Kerber         |   |   |   |   |   |   |  |   |   |   |   |   |   |   | 0 | 0 | 0 | 1 |
| 1 | Tatjana Maria            |   |   |   |   |   |   |  |   |   |   |   |   |   |   | 0 | 0 | 0 | 1 |
| 1 | Martina Trevisan         |   |   |   |   |   |   |  |   |   |   |   |   |   |   | 0 | 0 | 0 | 1 |

### Títulos por país
| 26 | Estados Unidos          |   | 2 |   |   |   |   | 1 |   | 3 | 3 | 3 | 7 | 5 | 2 | 12 | 14 | 0 |   |
| 19 | Rússia (suspenso)       |   |   |   |   |   |   |   |   |   | 1 | 3 | 3 | 5 | 7 | 8  | 11 | 0 |   |
| 10 | China                   |   |   |   | 1 |   |   |   |   |   |   | 1 | 3 | 2 | 3 | 4  | 6  | 0 |   |
| 9  | Chéquia                 | 1 | 2 |   |   |   | 1 |   |   |   | 1 | 1 |   | 1 | 2 | 3  | 5  | 1 |   |
| 9  | Cazaquistão             |   |   |   |   |   |   |   |   |   | 1 | 3 | 1 | 1 | 3 | 4  | 5  | 0 |   |
| 8  | Polónia                 | 1 |   |   |   |   |   |   |   | 4 |   | 1 |   | 1 | 1 | 7  | 1  | 0 |   |
| 7  | Taipé Chinesa           |   | 1 | 2 |   |   |   |   |   |   | 1 |   | 1 |   | 2 | 0  | 5  | 2 |   |
| 7  | Itália                  |   |   | 1 |   | 1 |   |   |   | 1 | 2 |   | 1 |   |   | 1  | 4  | 1 | 1 |
| 5  | Letónia                 |   | 1 |   |   |   |   |   |   |   |   | 2 | 2 |   |   | 2  | 3  | 0 |   |
| 5  | Espanha                 |   |   |   |   |   |   |   |   |   | 1 | 1 | 1 |   | 2 | 1  | 4  | 0 |   |
| 5  | Japão                   |   |   |   |   |   |   |   |   |   |   |   | 1 |   | 4 | 0  | 5  | 0 |   |
| 4  | Bielorrússia (suspenso) | 2 |   |   |   |   |   |   |   | 2 |   |   |   |   | 1 | 4  | 0  | 0 |   |
| 4  | Brasil                  |   |   |   |   |   |   |   |   |   | 1 | 1 | 1 |   | 1 | 1  | 3  | 0 |   |
| 4  | Austrália               |   |   |   |   |   |   |   |   |   | 1 |   | 2 |   | 1 | 0  | 4  | 0 |   |
| 4  | Grã-Bretanha            |   |   |   |   |   |   |   |   |   |   | 1 |   | 2 | 1 | 3  | 1  | 0 |   |
| 4  | Países Baixos           |   |   |   |   |   |   |   |   |   | 1 |   | 1 | 1 | 1 | 1  | 3  | 0 |   |
| 3  | Bélgica                 |   | 1 |   |   |   |   |   |   |   | 1 |   |   |   | 1 | 0  | 3  | 0 |   |
| 3  | Ucrânia                 |   | 1 |   |   |   |   |   |   |   |   |   | 2 |   |   | 0  | 3  | 0 |   |
| 3  | Alemanha                |   |   | 1 |   |   |   |   |   |   |   |   |   |   | 1 | 0  | 1  | 1 | 1 |
| 3  | Nova Zelândia           |   |   |   |   |   |   |   | 1 |   | 1 |   |   |   | 1 | 0  | 3  | 0 |   |
| 2  | Canadá                  |   |   |   |   |   |   |   | 1 |   |   |   |   |   | 1 | 0  | 2  | 0 |   |
| 2  | Roménia                 |   |   |   |   |   |   |   |   |   |   |   | 2 |   |   | 0  | 2  | 0 |   |
| 2  | Eslováquia              |   |   |   |   |   |   |   |   |   |   |   |   | 1 | 1 | 0  | 2  | 0 |   |
| 2  | Hungria                 |   |   |   |   |   |   |   |   |   |   |   |   |   | 2 | 0  | 2  | 0 |   |
| 1  | Colômbia                |   |   |   |   |   |   |   |   |   |   |   |   | 1 |   | 1  | 0  | 0 |   |
| 1  | Sérvia                  |   |   |   |   |   |   |   |   |   |   |   |   | 1 |   | 1  | 0  | 0 |   |
| 1  | Suíça                   |   |   |   |   |   |   |   |   |   |   |   |   | 1 |   | 1  | 0  | 0 |   |
| 1  | Turquia                 |   |   |   |   |   |   |   |   |   |   |   |   | 1 |   | 1  | 0  | 0 |   |
| 1  | Egito                   |   |   |   |   |   |   |   |   |   |   |   |   |   | 1 | 0  | 1  | 0 |   |
| 1  | Estónia                 |   |   |   |   |   |   |   |   |   |   |   |   |   | 1 | 0  | 1  | 0 |   |
| 1  | Indonésia               |   |   |   |   |   |   |   |   |   |   |   |   |   | 1 | 0  | 1  | 0 |   |
| 1  | México                  |   |   |   |   |   |   |   |   |   |   |   |   |   | 1 | 0  | 1  | 0 |   |
| 1  | Noruega                 |   |   |   |   |   |   |   |   |   |   |   |   |   | 1 | 0  | 1  | 0 |   |

### Informações sobre os títulos

#### Debutantes
Jogadoras e/ou equipes que foram campeãs pela primeira vez nas respectivas modalidades:
Simples
- Mirra Andreeva – Iași
- Magdalena Fręch – Guadalajara
- Sonay Kartal – Monastir
- McCartney Kessler – Cleveland
- Suzan Lamens – Osaka
- Emma Navarro – Hobart
- Diana Shnaider – Hua Hin 1
- Linda Nosková – Monterrey
- Zeynep Sönmez – Mérida
- Rebecca Šramková – Hua Hin 2
- Peyton Stearns – Rabat
- Yuan Yue – Austin

Duplas
- Olivia Gadecki – Austin
- Quinn Gleason – Mérida
- Ashlyn Krueger – Charleston
- Mayar Sherif – Monastir
- Sloane Stephens – Charleston
- Moyuka Uchijima – Jiujiang
- Yuan Yue – Liampó

Duplas mistas
- Sara Errani – US Open
- Kateřina Siniaková – Jogos Olímpicos

Equipes
- Alemanha – United Cup

#### Defensoras
Jogadoras e/ou equipes que foram campeãs na edição anterior e repetiram o feito na atual temporada nos respectivos torneios e modalidades:
Simples
- Katie Boulter – Nottingham
- Coco Gauff – Auckland
- Jessica Pegula – Montreal/Toronto
- Aryna Sabalenka – Australian Open, Wuhan
- Iga Świątek – Doha, Torneio de Roland Garros
- Zheng Qinwen – Palermo

Duplas
- Katarzyna Piter – Budapeste
- Yana Sizikova – Rabat, Palermo
- Fanny Stollár – Budapeste
- Taylor Townsend – Adelaide

### Prêmios em dinheiro
Em 25 de novembro de 2024.
| #  | Jogadora           | Simples       | Duplas        | Mistas | Total         |
| -- | ------------------ | ------------- | ------------- | ------ | ------------- |
| 1  | Aryna Sabalenka    | US$ 9.729.260 | US$ 0         | US$ 0  | US$ 9.729.260 |
| 2  | Coco Gauff         | US$ 8.880.987 | US$ 472.860   | US$ 0  | US$ 8.353.847 |
| 3  | Iga Świątek        | US$ 8.550.693 | US$ 0         | US$ 0  | US$ 8.550.693 |
| 4  | Jasmine Paolini    | US$ 5.024.205 | US$ 796.593   | US$ 0  | US$ 5.820.798 |
| 5  | Zheng Qinwen       | US$ 5.559.555 | US$ 0         | US$ 0  | US$ 5.559.555 |
| 6  | Barbora Krejčíková | US$ 4.522.510 | US$ 247.830   | US$ 0  | US$ 4.770.340 |
| 7  | Jessica Pegula     | US$ 4.021.226 | US$ 165.396   | US$ 0  | US$ 4.186.622 |
| 8  | Elena Rybakina     | US$ 3.876.915 | US$ 0         | US$ 0  | US$ 3.876.915 |
| 9  | Elise Mertens      | US$ 1.186.903 | US$ 1.596.511 | US$ 0  | US$ 2.783.414 |
| 10 | Emma Navarro       | US$ 2.674.666 | US$ 77.302    | US$ 0  | US$ 2.751.968 |

### Vitórias
Ao final da temporada. Chaves principais em simples.
| Em todos os pisos | Em todos os pisos | Em todos os pisos | Em todos os pisos |
| #                 | Jogadora          | Vitórias          | Derrotas          |
| ----------------- | ----------------- | ----------------- | ----------------- |
| 1                 | Iga Świątek       | 59                | 9                 |
| 2                 | Aryna Sabalenka   | 56                | 14                |
| 3                 | Coco Gauff        | 54                | 17                |
| 4                 | Zheng Qinwen      | 50                | 18                |
| 5                 | Emma Navarro      | 45                | 22                |
| 6                 | Elena Rybakina    | 42                | 11                |
| 7                 | Diana Shnaider    | 42                | 21                |
| 8                 | Jasmine Paolini   | 40                | 20                |
| 9                 | Daria Kasatkina   | 40                | 23                |
| 10                | Danielle Collins  | 38                | 16                |

| No piso duro | No piso duro        | No piso duro | No piso duro |
| #            | Jogadora            | Vitórias     | Derrotas     |
| ------------ | ------------------- | ------------ | ------------ |
| 1            | Aryna Sabalenka     | 40           | 9            |
| 2            | Coco Gauff          | 35           | 10           |
| 3            | Zheng Qinwen        | 32           | 12           |
| 4            | Iga Świątek         | 31           | 6            |
| 5            | Emma Navarro        | 30           | 13           |
| 6            | Jessica Pegula      | 27           | 11           |
| 7            | Paula Badosa        | 26           | 11           |
| 8            | Diana Shnaider      | 25           | 13           |
| 9            | Beatriz Haddad Maia | 25           | 17           |

| No saibro | No saibro        | No saibro | No saibro |
| #         | Jogadora         | Vitórias  | Derrotas  |
| --------- | ---------------- | --------- | --------- |
| 1         | Iga Świątek      | 26        | 2         |
| 2         | Danielle Collins | 19        | 5         |
| 3         | Zheng Qinwen     | 17        | 4         |
| 4         | Mirra Andreeva   | 16        | 5         |
| 5         | Magda Linette    | 16        | 7         |
| 6         | Aryna Sabalenka  | 15        | 4         |
| 7         | Coco Gauff       | 14        | 5         |
| 8         | Madison Keys     | 13        | 4         |
| 9         | Elena Rybakina   | 12        | 2         |
| 10        | Jasmine Paolini  | 12        | 5         |

| Na grama | Na grama           | Na grama | Na grama |
| #        | Jogadora           | Vitórias | Derrotas |
| -------- | ------------------ | -------- | -------- |
| 1        | Donna Vekić        | 10       | 4        |
| 2        | Diana Shnaider     | 9        | 3        |
| 3        | Barbora Krejčíková | 9        | 2        |
| 4        | Yulia Putintseva   | 8        | 1        |
| 5        | Daria Kasatkina    | 8        | 2        |
| 5        | Jasmine Paolini    | 8        | 2        |
| 7        | Katie Boulter      | 8        | 3        |
| 7        | Liudmila Samsonova | 8        | 3        |

## Rankings

### Simples
| Corrida final de simples - Race to the WTA Finals (28 de outubro de 2024) | Corrida final de simples - Race to the WTA Finals (28 de outubro de 2024) | Corrida final de simples - Race to the WTA Finals (28 de outubro de 2024) | Corrida final de simples - Race to the WTA Finals (28 de outubro de 2024) |
| Pos.                                                                      | Jogadora                                                                  | Pontos                                                                    | Torneios                                                                  |
| ------------------------------------------------------------------------- | ------------------------------------------------------------------------- | ------------------------------------------------------------------------- | ------------------------------------------------------------------------- |
| 1ª                                                                        | Aryna Sabalenka                                                           | 9.016                                                                     | 16                                                                        |
| 2ª                                                                        | Iga Świątek                                                               | 7.970                                                                     | 13                                                                        |
| 3ª                                                                        | Coco Gauff                                                                | 5.230                                                                     | 17                                                                        |
| 4ª                                                                        | Jasmine Paolini                                                           | 5.144                                                                     | 18                                                                        |
| 5ª                                                                        | Elena Rybakina                                                            | 4.971                                                                     | 14                                                                        |
| 6ª                                                                        | Jessica Pegula                                                            | 4.705                                                                     | 16                                                                        |
| 7ª                                                                        | Zheng Qinwen                                                              | 4.540                                                                     | 18                                                                        |
| 8ª                                                                        | Emma Navarro                                                              | 3.568                                                                     | 22                                                                        |
| 9ª                                                                        | Daria Kasatkina                                                           | 3.368                                                                     | 24                                                                        |
| 10ª                                                                       | Danielle Collins                                                          | 3.176                                                                     | 17                                                                        |
| 11ª                                                                       | Paula Badosa                                                              | 2.908                                                                     | n/d                                                                       |
| 12ª                                                                       | Barbora Krejčíková                                                        | 2.814                                                                     | 14                                                                        |
| 13ª                                                                       | Anna Kalinskaya                                                           | 2.743                                                                     | n/d                                                                       |
| 14ª                                                                       | Diana Shnaider                                                            | 2.599                                                                     | n/d                                                                       |
| 15ª                                                                       | Jeļena Ostapenko                                                          | 2.588                                                                     | n/d                                                                       |
| 16ª                                                                       | Mirra Andreeva                                                            | 2.578                                                                     | n/d                                                                       |
| 17ª                                                                       | Beatriz Haddad Maia                                                       | 2.554                                                                     | n/d                                                                       |
| 18ª                                                                       | Marta Kostyuk                                                             | 2.493                                                                     | n/d                                                                       |
| 19ª                                                                       | Donna Vekić                                                               | 2.258                                                                     | n/d                                                                       |
| 20ª                                                                       | Victoria Azarenka                                                         | 2.126                                                                     | n/d                                                                       |

| Ranking final de simples (25 de novembro de 2024) | Ranking final de simples (25 de novembro de 2024) | Ranking final de simples (25 de novembro de 2024) | Ranking final de simples (25 de novembro de 2024) | Ranking final de simples (25 de novembro de 2024) | Ranking final de simples (25 de novembro de 2024) | Ranking final de simples (25 de novembro de 2024) | Ranking final de simples (25 de novembro de 2024) | Ranking final de simples (25 de novembro de 2024) |
| Pos.                                              | Jogadora                                          | Idade                                             | Pontos                                            | Torneios                                          | Pos. '23                                          | Maior                                             | Menor                                             | Variação                                          |
| ------------------------------------------------- | ------------------------------------------------- | ------------------------------------------------- | ------------------------------------------------- | ------------------------------------------------- | ------------------------------------------------- | ------------------------------------------------- | ------------------------------------------------- | ------------------------------------------------- |
| 1ª                                                | Aryna Sabalenka                                   | 26                                                | 9.416                                             | 21                                                | 2                                                 | 1                                                 | 2                                                 | 1                                                 |
| 2ª                                                | Iga Świątek                                       | 23                                                | 8.370                                             | 21                                                | 1                                                 | 1                                                 | 3                                                 | 1                                                 |
| 3ª                                                | Coco Gauff                                        | 20                                                | 6.530                                             | 22                                                | 3                                                 | 2                                                 | 6                                                 | Estável                                           |
| 4ª                                                | Jasmine Paolini                                   | 28                                                | 5.344                                             | 20                                                | 30                                                | 4                                                 | 31                                                | 26                                                |
| 5ª                                                | Zheng Qinwen                                      | 22                                                | 5.340                                             | 21                                                | 15                                                | 5                                                 | 15                                                | 10                                                |
| 6ª                                                | Elena Rybakina                                    | 25                                                | 5.171                                             | 20                                                | 4                                                 | 3                                                 | 6                                                 | 2                                                 |
| 7ª                                                | Jessica Pegula                                    | 30                                                | 4.705                                             | 19                                                | 5                                                 | 3                                                 | 7                                                 | 2                                                 |
| 8ª                                                | Emma Navarro                                      | 23                                                | 3.589                                             | 25                                                | 33                                                | 8                                                 | 31                                                | 25                                                |
| 9ª                                                | Daria Kasatkina                                   | 27                                                | 3.368                                             | 24                                                | 18                                                | 9                                                 | 18                                                | 9                                                 |
| 10ª                                               | Barbora Krejčíková                                | 28                                                | 3.214                                             | 17                                                | 10                                                | 8                                                 | 32                                                | Estável                                           |
| 11ª                                               | Danielle Collins                                  | 30                                                | 3.178                                             | 19                                                | 54                                                | 8                                                 | 71                                                | 43                                                |
| 12ª                                               | Paula Badosa                                      | 27                                                | 2.908                                             | 20                                                | 66                                                | 11                                                | 140                                               | 54                                                |
| 13ª                                               | Diana Shnaider                                    | 20                                                | 2.895                                             | 27                                                | 62                                                | 12                                                | 108                                               | 49                                                |
| 14ª                                               | Anna Kalinskaya                                   | 25                                                | 2.743                                             | 20                                                | 77                                                | 11                                                | 80                                                | 63                                                |
| 15ª                                               | Jeļena Ostapenko                                  | 27                                                | 2.588                                             | 21                                                | 13                                                | 9                                                 | 15                                                | 2                                                 |
| 16ª                                               | Mirra Andreeva                                    | 17                                                | 2.578                                             | 17                                                | 46                                                | 16                                                | 58                                                | 30                                                |
| 17ª                                               | Beatriz Haddad Maia                               | 28                                                | 2.554                                             | 26                                                | 11                                                | 10                                                | 23                                                | 6                                                 |
| 18ª                                               | Marta Kostyuk                                     | 22                                                | 2.493                                             | 21                                                | 39                                                | 16                                                | 41                                                | 21                                                |
| 19ª                                               | Donna Vekić                                       | 28                                                | 2.258                                             | 21                                                | 23                                                | 18                                                | 49                                                | 4                                                 |
| 20ª                                               | Victoria Azarenka                                 | 35                                                | 2.127                                             | 17                                                | 22                                                | 16                                                | 33                                                | 2                                                 |

#### Número 1 do mundo
| Jogadora        | Ganhou o posto | Perdeu o posto |
| --------------- | -------------- | -------------- |
| Iga Świątek     | antes de 2024  | 20/10/2024     |
| Aryna Sabalenka | 21/10/2024     | depois de 2024 |

### Duplas
| Corrida final de duplas - Race to the WTA Finals (28 de outubro de 2024) | Corrida final de duplas - Race to the WTA Finals (28 de outubro de 2024) | Corrida final de duplas - Race to the WTA Finals (28 de outubro de 2024) | Corrida final de duplas - Race to the WTA Finals (28 de outubro de 2024) |
| Pos.                                                                     | Jogadora                                                                 | Pontos                                                                   | Torneios                                                                 |
| ------------------------------------------------------------------------ | ------------------------------------------------------------------------ | ------------------------------------------------------------------------ | ------------------------------------------------------------------------ |
| 1ª                                                                       | Lyudmyla Kichenok Jeļena Ostapenko                                       | 5.948                                                                    | 15                                                                       |
| 2ª                                                                       | Gabriela Dabrowski Erin Routliffe                                        | 5.425                                                                    | 16                                                                       |
| 3ª                                                                       | Hsieh Su-wei Elise Mertens                                               | 5.130                                                                    | 13                                                                       |
| 4ª                                                                       | Sara Errani Jasmine Paolini                                              | 5.045                                                                    | 14                                                                       |
| 5ª                                                                       | Caroline Dolehide Desirae Krawczyk                                       | 4.363                                                                    | 17                                                                       |
| 6ª                                                                       | Nicole Melichar-Martinez Ellen Perez                                     | 4.020                                                                    | 22                                                                       |
| 7ª                                                                       | Chan Hao-ching Veronika Kudermetova                                      | 3.818                                                                    | 12                                                                       |
| 8ª                                                                       | Kateřina Siniaková Taylor Townsend                                       | 3.221                                                                    | 6                                                                        |
| 9ª                                                                       | Sofia Kenin Bethanie Mattek-Sands                                        | 3.345                                                                    | 14                                                                       |
| 10ª                                                                      | Demi Schuurs Luisa Stefani                                               | 2.840                                                                    | 16                                                                       |

| Ranking final de duplas (25 de novembro de 2024) | Ranking final de duplas (25 de novembro de 2024) | Ranking final de duplas (25 de novembro de 2024) | Ranking final de duplas (25 de novembro de 2024) | Ranking final de duplas (25 de novembro de 2024) | Ranking final de duplas (25 de novembro de 2024) | Ranking final de duplas (25 de novembro de 2024) | Ranking final de duplas (25 de novembro de 2024) | Ranking final de duplas (25 de novembro de 2024) |
| Pos.                                             | Jogadora                                         | Idade                                            | Pontos                                           | Torneios                                         | Pos. '23                                         | Maior                                            | Menor                                            | Variação                                         |
| ------------------------------------------------ | ------------------------------------------------ | ------------------------------------------------ | ------------------------------------------------ | ------------------------------------------------ | ------------------------------------------------ | ------------------------------------------------ | ------------------------------------------------ | ------------------------------------------------ |
| 1ª                                               | Kateřina Siniaková                               | 28                                               | 9.530                                            | 28                                               | 10                                               | 1                                                | 23                                               | 9                                                |
| 2ª                                               | Erin Routliffe                                   | 29                                               | 8.165                                            | 24                                               | 11                                               | 1                                                | 10                                               | 9                                                |
| 3ª                                               | Gabriela Dabrowski                               | 32                                               | 6.805                                            | 17                                               | 8                                                | 3                                                | 8                                                | 5                                                |
| 4ª                                               | Lyudmyla Kichenok                                | 32                                               | 6.165                                            | 20                                               | 35                                               | 3                                                | 32                                               | 32                                               |
| 5ª                                               | Taylor Townsend                                  | 28                                               | 6.108                                            | 15                                               | 7                                                | 5                                                | 26                                               | 2                                                |
| 6ª                                               | Jeļena Ostapenko                                 | 27                                               | 5.948                                            | 15                                               | 36                                               | 4                                                | 34                                               | 30                                               |
| 7ª                                               | Hsieh Su-wei                                     | 38                                               | 5.506                                            | 18                                               | 6                                                | 1                                                | 7                                                | 1                                                |
| 8ª                                               | Elise Mertens                                    | 29                                               | 5.430                                            | 17                                               | 2                                                | 1                                                | 9                                                | 6                                                |
| 9ª                                               | Sara Errani                                      | 37                                               | 5.306                                            | 20                                               | 124                                              | 7                                                | 130                                              | 115                                              |
| 10ª                                              | Jasmine Paolini                                  | 28                                               | 5.235                                            | 17                                               | 97                                               | 9                                                | 98                                               | 87                                               |
| 11ª                                              | Desirae Krawczyk                                 | 30                                               | 4.858                                            | 23                                               | 16                                               | 7                                                | 16                                               | 5                                                |
| 12ª                                              | Nicole Melichar-Martinez                         | 31                                               | 4.670                                            | 26                                               | 15                                               | 7                                                | 15                                               | 3                                                |
| 13ª                                              | Ellen Perez                                      | 29                                               | 4.560                                            | 27                                               | 17                                               | 7                                                | 17                                               | 4                                                |
| 14ª                                              | Caroline Dolehide                                | 26                                               | 4.483                                            | 19                                               | 40                                               | 9                                                | 51                                               | 26                                               |
| 15ª                                              | Asia Muhammad                                    | 33                                               | 4.348                                            | 24                                               | 48                                               | 14                                               | 76                                               | 33                                               |
| 16ª                                              | Chan Hao-ching                                   | 31                                               | 4.250                                            | 26                                               | 21                                               | 16                                               | 28                                               | 5                                                |
| 17ª                                              | Veronika Kudermetova                             | 27                                               | 4.120                                            | 19                                               | 29                                               | 17                                               | 58                                               | 12                                               |
| 18ª                                              | Irina Khromacheva                                | 29                                               | 3.881                                            | 30                                               | 64                                               | 17                                               | 69                                               | 46                                               |
| 19ª                                              | Cristina Bucșa                                   | 26                                               | 3.758                                            | 27                                               | 65                                               | 19                                               | 66                                               | 46                                               |
| 20ª                                              | Bethanie Mattek-Sands                            | 39                                               | 3.726                                            | 23                                               | 51                                               | 18                                               | 59                                               | 31                                               |

#### Número 1 do mundo
| Jogadora           | Ganhou o posto | Perdeu o posto |
| ------------------ | -------------- | -------------- |
| Storm Hunter       | antes de 2024  | 28/01/2024     |
| Elise Mertens      | 29/01/2024     | 17/03/2024     |
| Hsieh Su-wei       | 18/03/2024     | 09/06/2024     |
| Elise Mertens      | 10/06/2024     | 14/07/2024     |
| Erin Routliffe     | 15/07/2024     | 08/09/2024     |
| Kateřina Siniaková | 09/09/2024     | depois de 2024 |

## Distribuição de pontos
A distribuição de pontos para a temporada de 2024 foi definida:
| Categoria                | T          | F                                           | SF                                          | QF                                                  | R16                                                 | R32                                                 | R64                                                 | R128                                                | Q                                                   | Q3                                                  | Q2                                                  | Q1                                                  |
| ------------------------ | ---------- | ------------------------------------------- | ------------------------------------------- | --------------------------------------------------- | --------------------------------------------------- | --------------------------------------------------- | --------------------------------------------------- | --------------------------------------------------- | --------------------------------------------------- | --------------------------------------------------- | --------------------------------------------------- | --------------------------------------------------- |
| Grand Slam (S)           | 2000       | 1300                                        | 780                                         | 430                                                 | 240                                                 | 130                                                 | 70                                                  | 10                                                  | 40                                                  | 30                                                  | 20                                                  | 2                                                   |
| Grand Slam (D)           | 2000       | 1300                                        | 780                                         | 430                                                 | 240                                                 | 130                                                 | 10                                                  | –                                                   | –                                                   | –                                                   | –                                                   | –                                                   |
| WTA Finals (S/D)†        | 750+FG     | 330+FG                                      | FG                                          | Fase de grupos (FG): 125 por vitória + 125 por jogo | Fase de grupos (FG): 125 por vitória + 125 por jogo | Fase de grupos (FG): 125 por vitória + 125 por jogo | Fase de grupos (FG): 125 por vitória + 125 por jogo | Fase de grupos (FG): 125 por vitória + 125 por jogo | Fase de grupos (FG): 125 por vitória + 125 por jogo | Fase de grupos (FG): 125 por vitória + 125 por jogo | Fase de grupos (FG): 125 por vitória + 125 por jogo | Fase de grupos (FG): 125 por vitória + 125 por jogo |
| WTA 1000 (96S, 48Q)      | 1000       | 650                                         | 390                                         | 215                                                 | 120                                                 | 65                                                  | 35                                                  | 10                                                  | 30                                                  | –                                                   | 20                                                  | 2                                                   |
| WTA 1000 (56S, 32Q)      | 1000       | 650                                         | 390                                         | 215                                                 | 120                                                 | 65                                                  | 10                                                  | –                                                   | 30                                                  | –                                                   | 20                                                  | 2                                                   |
| WTA 1000 (28/32D)        | 1000       | 650                                         | 390                                         | 215                                                 | 120                                                 | 10                                                  | –                                                   | –                                                   | –                                                   | –                                                   | –                                                   | –                                                   |
| WTA 500 (48S, 24Q)       | 500        | 325                                         | 195                                         | 108                                                 | 60                                                  | 32                                                  | 1                                                   | –                                                   | 25                                                  | –                                                   | 13                                                  | 1                                                   |
| WTA 500 (30/28S, 24/16Q) | 500        | 325                                         | 195                                         | 108                                                 | 60                                                  | 1                                                   | –                                                   | –                                                   | 25                                                  | –                                                   | 13                                                  | 1                                                   |
| WTA 500 (24D)            | 500        | 325                                         | 195                                         | 108                                                 | 60                                                  | 1                                                   | –                                                   | –                                                   | –                                                   | –                                                   | –                                                   | –                                                   |
| WTA 500 (16D)            | 500        | 325                                         | 195                                         | 108                                                 | 1                                                   | –                                                   | –                                                   | –                                                   | –                                                   | –                                                   | –                                                   | –                                                   |
| WTA 250 (32S, 16Q)       | 250        | 163                                         | 98                                          | 54                                                  | 30                                                  | 1                                                   | –                                                   | –                                                   | 18                                                  | –                                                   | 12                                                  | 1                                                   |
| WTA 250 (16D)            | 250        | 163                                         | 98                                          | 54                                                  | 1                                                   | –                                                   | –                                                   | –                                                   | –                                                   | –                                                   | –                                                   | –                                                   |
| United Cup               | 500 (máx.) | Para mais detalhes, veja United Cup de 2024 | Para mais detalhes, veja United Cup de 2024 | Para mais detalhes, veja United Cup de 2024         | Para mais detalhes, veja United Cup de 2024         | Para mais detalhes, veja United Cup de 2024         | Para mais detalhes, veja United Cup de 2024         | Para mais detalhes, veja United Cup de 2024         | Para mais detalhes, veja United Cup de 2024         | Para mais detalhes, veja United Cup de 2024         | Para mais detalhes, veja United Cup de 2024         | Para mais detalhes, veja United Cup de 2024         |

## Aposentadorias
Notáveis tenistas (campeãs de pelo menos um torneio do circuito WTA e/ou top 100 no ranking de simples ou duplas por pelo menos uma semana) que anunciaram o fim de suas carreiras profissionais durante a temporada de 2024:
Legenda:
- (V) vencedora; (F) finalista; (SF) semifinalista: (QF) quadrifinalista; (#R) derrotada na #ª fase da chave principal; (Q#) derrotada na #ª fase do qualificatório;

- (AO) Australian Open; (RG) Roland Garros; (WC) Wimbledon; (USO) US Open;

- (S) simples; (D) duplas; (DM) duplas mistas.

| 59ª | S | 06/01/2014 |

| 1 | D |

| 2R | WC | 2013 | S |

| 11ª | S | 16/02/2009 |
| 59ª | D | 07/03/2011 |

| 6 | S |
| 3 | D |

| QF | AO   | 2022 | S  |
| QF | 2009 | DM   |    |
| QF | RG   | 2014 | DM |
| QF | WC   | 2022 | DM |

| 77ª | S | 19/05/2014 |
| 21ª | D | 17/01/2022 |

| 4 | D |

| QF | AO | 2021 | D |

| 26ª | S | 22/10/2018 |

| 4 | S |

| QF | WC | 2018 | S |

| 98ª | D | 05/10/2009 |

| – |

| 3R | USO | 2009 | D |

| 11ª | D | 20/09/2021 |

| 5 | D |

| F | RG | 2020 | D |

| 95ª | D | 07/11/2022 |

| 1 | D |

| 1R | AO  | 2020 | S |
| 1R | USO | 2023 | S |

| 1ª | S | 12/09/2016 |

| 14 | S |

| V | AO  | 2016 | S |
| V | WC  | 2018 | S |
| V | USO | 2016 | S |

| 60ª | S | 01/10/2018 |
| 83ª | D | 14/05/2018 |

| 2R | AO  | 2021      | D |
| 2R | WC  | 2018      | S |
| 2R | USO | 2018 2020 | S |

| 1ª  | S | 11/09/2017 |
| 10ª | D | 23/02/2015 |

| 10 | S |
| 5  | D |

| F  | AO  | 2020      | S |
| V  | RG  | 2016      | S |
| V  | WC  | 2017      | S |
| 4R | USO | 2017 2021 | D |

| 53ª | S | 27/07/2009 |
| 30ª | D | 31/01/2022 |

| 11 | D |

| QF | RG  | 2017 | D  |
| QF | WC  | 2019 | DM |
| QF | USO | 2018 | DM |

| 58ª | D | 25/06/2018 |

| 1 | D |

| 2R | AO  | 2018      | D |
| 2R | WC  | 2021 2022 | S |
| 2R | WC  | 2017      | D |
| 2R | USO | 2018      | D |

| 30ª | S | 08/08/2022 |
| 40ª | D | 28/02/2022 |

| – |

| QF | AO  | 2022 | D |
| QF | RG  | 2016 | S |
| QF | RG  | 2021 | D |
| QF | USO | 2020 | S |

| 37ª | S | 13/08/2018 |
| 66ª | D | 16/05/2022 |

| 5 | S |
| 2 | D |

| QF | RG | 2015 | S |

| 13ª | S | 20/03/2017 |
| 1ª  | D | 11/06/2018 |

| 3  | S |
| 19 | D |

| V | AO  | 2016 | DM |
| V | RG  | 2013 | D  |
| V | WC  | 2017 | D  |
| V | USO | 2014 | D  |

## Prêmios
Os vencedores do WTA Awards de 2024 foram anunciados em dezembro.
- Jogadora do ano:  Aryna Sabalenka;
- Dupla do ano:  Sara Errani /  Jasmine Paolini;
- Jogadora que mais evoluiu:  Emma Navarro;
- Revelação do ano:  Lulu Sun;
- Retorno do ano:  Paula Badosa;
- Treinador do ano:  Renzo Furlan ( Jasmine Paolini).

- Peachy Kellmeyer Player Service:  Ons Jabeur;
- Esportividade Karen Krantzcke:  Ons Jabeur;
- Jerry Diamond Aces:  Aryna Sabalenka;
- Espírito do tênis:  Pam Whytcross.

Torneios do ano:
- WTA 1000:  Indian Wells;
- WTA 500:  Charleston;
- WTA 250:  Hong Kong.

Favoritos do torcedor:
- Jogadora:  Zheng Qinwen;
- Dupla:  Sara Errani /  Jasmine Paolini;
- Momento do torcedor: A Barbie da Naomi Osaka;
- Momento divertido: O tiramisu de Iga Świątek;
- Melhor momento em WTA 1000: Iga Świątek campeã de Madri e Roma;
- Melhor momento em WTA 500: Título de Elena Rybakina em Stuttgart;
- Melhor momento em WTA 250: Título de Zheng Qinwen em Palermo;
- Jogada do ano:  Zheng Qinwen na final do WTA de Wuhan;
- Jogo do ano :  Iga Świątek vs.  Aryna Sabalenka pela final do WTA de Madri.